# Kyphosus hawaiiensis
Kyphosus hawaiiensis és una espècie de peix pertanyent a la família dels kifòsids.

## Descripció
- Pot arribar a fer 41 cm de llargària màxima.
- Cos ovalat i ben comprimit.
- Boca terminal i lleugerament obliqua.
- Aletes pectorals llargues, amples i amb 18-19 radis tous.[2][1]

És un peix marí, associat als esculls i de clima tropical. Es troba a les illes Hawaii i de la Línia al Pacífic central.